# Daïra
Daïra (în arabă : دائرة = cerc, plural dawaïr sau dawaa'ir) este o unitate administrativă, subdiviziune a wilayatului în Algeria și Sahara Occidentală. O altă transliterare a cuvântului arab este Daerah.
- Algeria : Daïra – districtele Algeriei
- Sahara Occidentală : Daïra – districtele Saharei Occidentale⁠(en)[traduceți]